# Чёрная Молния (телесериал)
«Чёрная Молния» (англ. Black Lightning) — американский супергеройский телесериал, который транслируется на канале The CW, основанный на одноимённом персонаже комиксов DC. Мара Брок Акил и Салим Акил являются создателями сериала, главные роли в котором исполняют Кресс Уильямс в роли главного героя, а также Чайна Энн МакКлэйн, Нафесса Уильямс и Кристин Адамс. Сериал расскажет о жизни Чёрной молнии, супергероя в отставке, который возвращается к геройской жизни, и о её влиянии на жизнь его семьи.
Разработка сериала началась в сентябре 2016 года, когда компания Fox заказала пилотный эпизод. В феврале 2017 года Fox отказалась от идеи сериала, после чего сериал был приобретён The CW Television Network, которая заказала новый сценарий для пилота. The CW официально заказали сериал в мае 2017 года. Премьера сериала состоялась на канале The CW 16 января 2018 года. 2 апреля 2018 сериал был продлён на второй сезон. 1 февраля 2019 сериал был продлён на третий сезон. 7 января 2020 сериал был продлён на четвёртый сезон. Премьера четвертого сезона состоится 8 февраля 2021 года. 20 ноября 2020 года стало известно что четвертый сезон станет последним для сериала.
С третьего сезона (после кроссовера «Кризис на бесконечных Землях») сериал стал частью Вселенной Стрелы.

## Сюжет
Джефферсон Пирс, оставивший свою супергеройскую личность «Чёрной Молнии» девять лет назад, увидев, какие последствия это оказывает на его семью, вынужден стать героем снова, когда восхождение местной банды «Сотня» приводит к росту преступности и коррупции в его районе.

## В ролях
= Главная роль в сезоне
     = Второстепенная роль в сезоне
     = Гостевая роль в сезоне
     = Не появляется

### Основной состав
| Кресс Уильямс              | Джефферсон Пирс / Чёрная Молния  | 13 | 16 | 16 | 12 | 57 |
| Чайна Энн Макклейн         | Дженнифер Пирс / Молния          | 13 | 16 | 16 | 5  | 50 |
| Нафесса Уильямс            | Анисса Пирс / Гром / Блэкбёрд    | 13 | 16 | 16 | 13 | 58 |
| Кристин Адамс              | доктор Линн Стюарт               | 13 | 16 | 16 | 12 | 57 |
| Марвин «Крондон» Джонс III | Тобиас Уэйл                      | 9  | 15 | 9  | 12 | 45 |
| Деймон Гуптон              | детектив Уильям «Билл» Хендерсон | 10 | 12 | 11 | 1  | 34 |
| Джеймс Ремар               | Питер «Гэмби» Гэмбит             | 13 | 16 | 15 | 12 | 56 |
| Джордан Кэллоуэй           | Халил Пэйн / Пэйнкиллер          | 6  | 12 | 12 | 7  | 37 |
| Шанталь Тьюи               | Грейс Чои / Уайлд                | 2  | 8  | 11 | 10 | 31 |
| Всего эпизодов             | Всего эпизодов                   | 13 | 16 | 16 | 13 | 58 |

- Кресс Уильямс — Джефферсон Пирс / Чёрная Молния, отставной супергерой со способностью проводить и контролировать электричество, который становится директором школы. Он возвращается к борьбе с преступностью, благодаря своей дочери и угрозе попадания звездного студента в местную банду[5].
- Чайна Энн Макклейн — Дженнифер Пирс / Молния, младшая дочь Джефферсона Пирса, которая является «независимой, выдающейся спортсменкой с бунтарским духом»[6].
- Нафесса Уильямс — Анисса Пирс / Гром, старшая дочь Джефферсона Пирса, учится в медицинской школе и по совместительству преподает в школе отца. Вскоре в ней пробуждается сверхчеловеческая сила и неуязвимость.
- Кристин Адамс — Линн Стюарт, бывшая жена Джефферсона[7].
- Марвин «Крондон» Джонс III — Тобиас Уэйл, бывший политик, поднявшийся среди местного правительства через коррупцию, который был снят с должности Элвином Пирсом, отцом Джефферсона. После убийства Элвина Тобиас был сослан, после чего он стал лидером банды «100».
- Деймон Гуптон — Уильям Хендерсон, детектив полиции, ветеран, который в силу обстоятельств, становится союзником Джефферсона, несмотря на свою роль в обществе[8].
- Джеймс Ремар — Питер «Гэмби» Гэмбит, старейший друг Джефферсона, который стал отеческой фигурой и наставником для него, и работает его «портным»[8].
- Джордан Кэллоуэй — Халил Пэйн / Пэйнкиллер, любовный интерес Дженнифер, мета-человек.
- Шанталь Тьюи — Грейс Чои, оборотень, любовный интерес Аниссы.

### Второстепенный состав
| Кианна Симоне Симпсон | Киша Хендерсон                                  | 6  | 1  |    |    | 7  |
| Эдвина Финдли         | Тори Уэйл                                       | 3  |    |    |    | 3  |
| Скай Маршалл          | Кара Фоуди                                      | 7  | 3  |    |    | 10 |
| Джилл Скотт           | Эвелин Стиллуотер Фергусон / Госпожа Ив         | 4  |    | 4  |    | 8  |
| Шарлби Дин            | Цианид                                          | 8  | 1  |    |    | 9  |
| Эрик Менденхолл       | Джо Толедо                                      | 6  |    |    |    | 6  |
| Уильям Катлетт        | Латавиус «Лала» Джонсон / Татуированный человек | 7  | 3  | 6  | 7  | 23 |
| Грегг Генри           | Мартин Проктор                                  | 5  |    |    |    | 5  |
| Клифтон Пауэлл        | пастырь Иеремия Холт                            | 2  | 8  | 5  |    | 15 |
| Иоланда Т. Росс       | Нишель Пэйн                                     | 2  | 5  | 1  |    | 8  |
| Билл Дьюк             | агент Перси Оделл                               |    | 8  | 12 | 1  | 21 |
| Майлс Трюитт          | Исса Уильямс                                    |    | 4  | 1  |    | 5  |
| Эрика Александер      | Перенна                                         |    | 8  |    |    | 8  |
| Пи Джей Бирн          | Майк Лоури                                      |    | 4  | 1  |    | 5  |
| Дженнифер Рикер       | доктор Хельга Джейс                             |    | 8  | 6  |    | 14 |
| Кирран Джованни       | Жизель Каттер                                   |    | 7  |    |    | 7  |
| Рональд Сайлер        | Тодд Грин                                       |    | 5  |    |    | 5  |
| Мэдисон Бэйли         | Вэнди Хернандес                                 |    | 6  |    |    | 6  |
| Адетинпо Томас        | Джамилла Олсен                                  |    |    | 8  |    | 8  |
| Джахкинг Гиллори      | Брэндон Маршал                                  |    |    | 13 |    | 13 |
| Кэти О’Брайан         | майор Сара Грей                                 |    |    | 11 |    | 11 |
| Ш’Кия Августин        | Шонда                                           |    |    | 7  | 2  | 9  |
| Томас К. Белгри       | полковник Юрий Мозин                            |    |    | 5  |    | 5  |
| Бун Платт             | сержант Гарднер Грейл                           |    |    | 8  |    | 8  |
| Кристофер Аммануэль   | Бэйрон / Ти-Си                                  |    |    | 8  | 11 | 19 |
| Габриэлла Гарсия      | Эрика Моран                                     |    |    | 6  |    | 6  |
| Брэндон Хирш          | доктор Мэтью Блер                               |    |    | 5  |    | 5  |
| Рафаэль Кастильо      | Девонте Джонс                                   |    |    | 5  | 5  | 10 |
| Уэйн Брэди            | Тайсон Сайкс / Могильщик                        |    |    | 4  |    | 4  |
| Тиша Рени             | Дестини                                         |    |    | 3  | 4  | 7  |
| Мелисса де Соуса      | шеф Ана Лопес                                   |    |    |    | 8  | 8  |
| Уоллес Смит           | детектив Хассан Шакур                           |    |    |    | 10 | 10 |
| Елена Варела          | Лорэн Карузо                                    |    |    |    | 9  | 9  |
| Мэтт Росзак           | Рэд                                             |    |    |    | 9  | 9  |
| Хелен Джу Ли          | Вал Сёнг                                        |    |    |    | 7  | 7  |
| Тодд Энтони           | доктор Дариус Морган                            |    |    |    | 5  | 5  |
| Лаура Кариуки         | Дженнифер «Джей-Джей» Пирс / Молния             |    |    |    | 8  | 8  |
| Рико Болл             | Ишмаэль                                         |    |    |    | 5  | 5  |
| Александр Ходж        | Филки                                           |    |    |    | 3  | 3  |
| Джамал Акакпо         | специальный агент Кевин Мейсон                  |    |    |    | 4  | 4  |
| Всего эпизодов        | Всего эпизодов                                  | 13 | 16 | 16 | 13 | 58 |

## Эпизоды
| Сезон | Сезон | Эпизоды | Оригинальная дата показа | Оригинальная дата показа | Рейтинг Нильсена | Рейтинг Нильсена       |
| Сезон | Сезон | Эпизоды | Премьера сезона          | Финал сезона             | Ранг             | Зрители США (миллионы) |
| ----- | ----- | ------- | ------------------------ | ------------------------ | ---------------- | ---------------------- |
|       | 1     | 13      | 16 января 2018           | 17 апреля 2018           | 160              | 2,73                   |
|       | 2     | 16      | 9 октября 2018           | 18 марта 2019            | 179              | 1,44                   |
|       | 3     | 16      | 26 август 2019           | 9 марта 2020             | 130              | 1.09                   |
|       | 4     | 13      | 8 февраля 2021           | 24 мая 2021              | 151              | 0.74                   |

## Производство

### Разработка
В сентябре 2016 года Warner Bros. Television начали предлагать Чёрную Молнию разным каналам. Проект разрабатывался Марой Брок Акил и её мужем Салимом Акилом. Они работали над проектом вместе с Грегом Берланти, который стоял за созданием нескольких телевизионных проектов DC Comics, в конечном итоге предложив Fox пилотный эпизод сериала. В феврале 2017 года Fox решили не заказывать проект, решив, что он «не очень хорошо вписывается в уже переполненное пространство жанровой драмы». Warner Bros. Television представили проект другим каналам, а The CW позже официально заказали съёмки пилотного эпизода Чёрной молнии. The CW также решили отказаться от оригинального сценария пилота, так как он был написан для Fox, и вместо этого сделать короткую презентацию. The CW официально заказали съёмки «Чёрной молнии» 10 мая 2017 года. Премьера сериала состоялась в 2018 году в телевизионном сезоне 2017—2018 годов.

### Кастинг
В конце февраля 2017 года, Кресс Уильямс получил роль Джефферсона Пирса/Чёрной Молнии, месяц спустя Чайна Энн МакКлэйн и Нафесса Уильямс получили роли дочерей главного героя, Дженнифер и Аниссы Пирс, а Кристин Адамс роль Линн Пирс, бывшей жены Джефферсона.

### Дизайн
Дизайн костюма Чёрной Молнии был разработан Лорой Джин Шэннон.

### Съёмки
Съёмки сериала проходят в Атланте, Джорджия.

## Связь с телевизионной «Вселенной Стрелы» канала The CW
Несмотря на то, что сериал основан на комиксах DC и транслируется каналом The CW и что одним из его создателей является Грег Берланти, Марк Педовиц, президент The CW, заявил в мае 2017 года, что «на данный момент, сериал не является частью вселенной Стрелы». Ранее, когда сериал разрабатывался для Fox, Берланти утверждал, что у сериала не будет кроссоверов с другими сериалами, основанными на персонажах комиксов DC и у него не будет связи со Вселенной Стрелы.
В 9-й серии подтверждено существование в мире Чёрной Молнии супергероев Виксен и Супергёрл — возможный намёк на дальнейшую связь.
В 2019 году актёр Кресс Уильямс, играющий Чёрную Молнию, подтвердил участие своего персонажа в грядущем масштабном кроссовере «Кризис на бесконечных Землях». Джефферсон Пирс присоединится к Зелёной Стреле, Флэшу, Супергёрл, Легендам завтрашнего дня и Бэтвумэн.